# Echinogammarus stoerensis
Echinogammarus stoerensis is een vlokreeftensoort uit de familie van de Gammaridae. De wetenschappelijke naam van de soort is voor het eerst geldig gepubliceerd in 1938 door Reid.